# Rio Mono
O rio Mono é o principal rio no leste do Togo. Tem 400 km de extensão e drena uma bacia de 20 000 km2.
O rio tem sua nascente perto da fronteira Benim-Togo, a nordeste de Sokodé, Togo, correndo para o sul até ao golfo do Benim. Ao longo do trajeto ao sul, o rio vai em direção a sua foz, formando a fronteira entre Togo e Benim. O rio chega a sua foz no Golfo de Benim, perto de Ouidah.
O rio tem uma barragem de grande dimensão, a Barragem de Nangbéto, que produz energia para o Benim e para o Togo.
Somente a parte do rio mais próxima da sua foz é navegável. A maior parte da bacia do rio no seu planalto mais alto é utilizado para a cultura de milho, inhame, arroz, algodão e mandioca.